# Tissintit
Das Mineral Tissintit ist ein sehr seltenes Kettensilikat aus der Pyroxengruppe mit der Endgliedzusammensetzung (Ca,Na,□)AlSi2O6.
Tissintit kristallisiert mit monokliner Symmetrie und entwickelt Kristalle von wenigen µm Größe.
Gebildet wird Tissintit aus Maskelynit bei der Impaktmetamorphose in Folge von Meteoriteneinschlägen. Die Typlokalität ist der Tissint Marsmeteorit, ein Shergottit, der südöstlich von Tata in Marokko gefunden wurde.

## Etymologie und Geschichte
Die Geschichte der Entdeckung des Tissintit begann wahrscheinlich vor ungefähr einer Million Jahren mit einem kleineren Meteoriteneinschlag auf dem Mars. Für einen kurzen Augenblick von 10–20 ms wurden ~2500 °C und ein Druck von mindestens 30 GPa erreicht. Die Wucht des Einschlags reichte aus, Gesteinsbrocken des Mars in den Weltraum hinauszuschleudern.

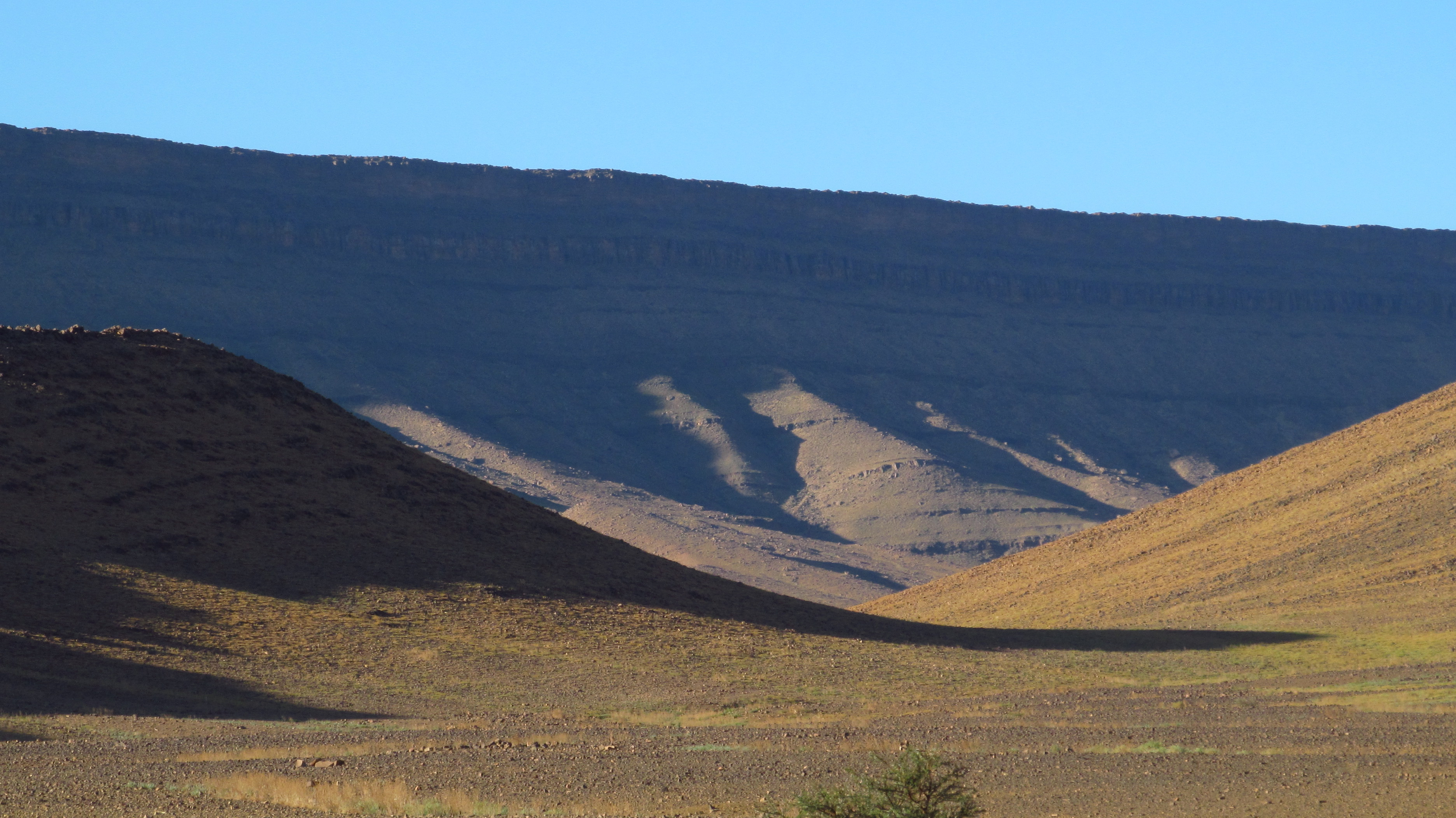
Landschaft in der Provinz Tata, südliches Marokko

Einer dieser Brocken kreuzte nach ~1.000.000 Jahren die Umlaufbahn der Erde und schlug am 18. Juni 2011 gegen 2 Uhr morgens bei Tissint südöstlich von Tata in Marokko ein. Es war der 5. Marsmeteorit, dessen Einschlag beobachtet wurde. Dennoch dauerte es bis Ende Dezember, bis Nomaden die Einschlagsstelle finden und Bruchstücke des Meteoriten bergen konnten. Bald darauf wurden die Fragmente zu Preisen von bis zu 1000 US$/g gehandelt. Anfang Januar 2012 schließlich kontaktierte ein Nomade Professor Ibhi Abderrahmane von der Ibnou Zohr-Universität in Agadir, der eine systematische Suche einleitete.
Bei der nanomineralogischen Untersuchung eines Bruchstücks dieses Meteoriten entdeckte die Arbeitsgruppe um Ci Ma vom California Institute of Technology in Pasadena im Jahr 2013 die Hochdruckminerale Ahrensit und den Pyroxen Tissintit, den sie nach dem Ort Tissint in Marokko benannten, in dessen Umgebung der ebenfalls nach dem Ort benannte Tissint-Meteorit nieder ging.
Tissintit ist der erste Leerstellenhaltige Pyroxen, der als Mineral von der International Mineralogical Association (IMA) anerkannt worden ist. 12 Jahre zuvor beschrieben C. A. Goodrich vom Max-Planck-Institut für Chemie in Mainz und G. E. Harlow vom American Museum of Natural History in New York einen Chrom-Eskola-Pyroxen, dessen M2-Position nur zur Hälfte mit Magnesium besetzt ist. Er hat die Zusammensetzung (□0,5Mg 0,29–0,45Fe0,06–0,19Ca0,01)(Cr0,78–0,90Al0,08–0,21Ti0,01)(Si1,98Al0,02)O6 und tritt zusammen mit Uwarowit-haltigem Knorringit im Meteoriten LEW88774 auf. Eine vollständige Beschreibung und Anerkennung als Mineral steht noch aus.
Die ersten Hinweise auf Pyroxene mit unvollständig besetzten Kationenpositionen terrestrischen Ursprungs fand der finnische Geologe Pentti Eskola 1921 in norwegischen Eklogiten, als er Verwachsungen von Omphacit mit Plagioklas beschrieb. Er interpretierte sie als Umwandlungsprodukt eines bei hohen Druck stabilen Pyroxens, aus dem sich eine im Pyroxen gelöste Plagioplaskomponente bei abnehmenden Druck abscheidet. Vergleichbare Klinopyroxen-Plagioklas-Symplektite beschrieb D. E. Vogel 1966 in Eklogiten aus Nordwest-Spanien. Für die Zusammensetzung dieses Hochdruckpyroxens berechnete Vogel einen Überschuss an Silicium relativ zu den übrigen Kationen bzw. einen Unterschuss an Calcium, den er als Mischkristall mit dem hypothetischen Pyroxen [M2](Ca0,5□0,5)[M1]Al[T]Si2O6 erklärte. In der nachfolgenden Literatur wird diese Mischkristallkomponente als Calcium-Eskola-Komponente oder kurz Ca-Eskola bezeichnet. Pyroxene mit bis zu 18 Mol-% der Ca-Eskola-Komponente oder deren Abbauprodukte wurden in Ultrahochdruckgesteinen weltweit gefunden.
Experimentelle Untersuchungen zu nicht stöchiometrisch zusammengesetzten Pyroxenen mit unvollständig besetzten Kationenpositionen gab es seit den 1970er Jahren. Bernard J. Wood and C. M. B. Henderson von der University of Manchester synthetisierten Pyroxene mit ~10 Mol-% Ca-Eskola-Komponente bei 25–32 kbar und stellten fest, dass die Dichte dieser Pyroxene trotz Leerstellen vergleichsweise hoch ist. Sie beobachten eine Zunahme der Leerstellengehalte mit steigendem Druck.
Die Gruppe um Masato Okui von der Nihon-Universität in Tokio demonstrierte 1998, dass leerstellenreiche Pyroxene nicht notwendigerweise Hochdruckminerale sind. Sie synthetisierten bei 1 bar Druck einen Diopsid-Kushiroit-Mischkristall mit einem sehr hohen Anteil der Ca-Eskola-Komponente von ~32 Mol-%.
Jürgen Konzett und Mitarbeiter untersuchten 2007, wie die Ca-Eskola-Gehalte von Pyroxenen von den Bildungsbedingungen abhängen. Für eklogitische Gesteinszusammensetzungen fanden sie eine hohe Abhängigkeit der Ca-Eskola-Gehalte von den Aluminium- und Natriumgehalten sowie der Temperatur. Die höchsten Ca-Eskola-Gehalte (18 Mol-%) fanden sie bei 6 GPa (60 kbar), 1350 °C und Anwesenheit von Kyanit. Eine Druckabhängigkeit der Ca-Eskola-Gehalte im Bereich von 2,5–15 GPa konnten sie nicht beobachten und schließen mit der Feststellung, dass der Einbau von Leerstellen in Pyroxen kein Indikator für sehr hohen Druck ist. Die Entmischung von Quarz in Klinopyroxen erklären sie als Ergebnis einer Abkühlung von Ca-Eskola-reichen Pyroxenen.
Ähnliche Untersuchungen führten Sutao Zhao und Mitarbeiter an der University of California, Riverside durch. Sie fanden die höchsten Ca-Eskola-Gehalte (32–38 Mol-%) ebenfalls bei 6 GPa. Bei höheren Drucken beobachten sie eine Abnahme der Ca-Eskola-Gehalte ihrer Pyroxene, die sie einerseits auf die zunehmende Lösung von Pyroxen in Granat als Majorit zurückführen, andererseits auf die Umwandlung von Coesit in Stishovit. Die Entmischung von Quarz in Klinopyroxen erklären sie als Ergebnis einer Druckentlastung von Ca-Eskola-reichen Pyroxenen. Die Abnahme der Ca-Eskola-Gehalte oberhalb von 6 GPa beobachtete später auch eine Arbeitsgruppe an der Johann Wolfgang Goethe-Universität Frankfurt am Main.
Die ersten Synthesen von Tissintit mit einer Zusammensetzung ähnlich der des meteoritischen Materials gelangen Melinda J. Rucks und Mitarbeitern von der Stony Brook University im Bundesstaat New York. Sie synthetisierten Clinopyroxen mit ~50 Mol-% Ca-Eskola-Komponente aus anorthitreichem Plagioklas (Labradorit) bei 6–8 GPa und 1000–1350 °C.

## Klassifikation
In der strukturellen Klassifikation der International Mineralogical Association (IMA) wurde Tissintit keiner der Pyroxengruppen zugeordnet. Als Calcium-Analog von Jadeit bzw. Si-Analog von Kushiroit könnte er mit Augit, Burnettit, Davisit, Diopsid, Esseneit, Grossmanit, Petedunnit, Hedenbergit, Johannsenit und Kushiroit in die Untergruppe der Kalziumpyroxene eingeordnet werden.
Da der Tissintit erst 2013 als eigenständiges Mineral anerkannt wurde, ist er weder in der letztmalig 1977 überarbeiteten 8. Auflage noch in der von der IMA zuletzt 2009 aktualisierten 9. Auflage der Strunz’schen Mineralsystematik verzeichnet. Auch die vorwiegend im englischen Sprachraum gebräuchliche Systematik der Minerale nach Dana kennt den Tissintit noch nicht.
In der zuletzt 2018 überarbeiteten Lapis-Systematik nach Stefan Weiß, die formal auf der alten Systematik von Karl Hugo Strunz in der 8. Auflage basiert, erhielt das Mineral die System- und Mineralnummer VIII/F.01-112. Dies entspricht der Klasse der „Silikate“ und dort der Abteilung „Ketten- und Bandsilikate“, wo Tissintit zusammen mit Aegirin, Aegirin-Augit, Augit, Davisit, Diopsid, Esseneit, Grossmanit, Hedenbergit, Jadeit, Jervisit, Johannsenit, Kanoit, Klinoenstatit, Klinoferrosilit, Kosmochlor, Kushiroit, Namansilit, Natalyit, Omphacit, Petedunnit, Pigeonit und Spodumen die Gruppe der „Klinopyroxene“ mit der Systemnummer VIII/F.01 innerhalb der von Gruppe F.01 bis 02 reichenden Pyroxengruppe bildet.

## Chemismus
Tissintit ist das Calcium-Analog von Jadeit und hat die Zusammensetzung von Plagioklas. Eine idealisierte Zusammensetzung, die reinem Anorthit entspricht, wäre [M2](Ca0,75□0,25)[M1]Al[T](Si1,5Al0,5)O6, wobei [M2], [M1] und [T] die Positionen in der Pyroxenstruktur sind. Eine Anforderung an eine Endgliedzusammensetzung ist, dass nur auf einer Gitterposition (M1, M2 oder T) maximal zwei verschiedene Ionen, Atome oder Moleküle auftreten. Dem genügt die als Ca-Eskola-Komponente bekannte Endgliedzusammensetzung [M2](Ca0,5□0,5)[M1]Al[T]Si2O6.
Die empirische Zusammensetzung des Tissintit aus der Typlokalität ist
- [M2](Ca0,45Na0,31□0,24)[M1](Al0,97Fe0,03Mg0,01)[T](Si1,8Al0,2)O6

und ist ein Mischkristall des Ca-Eskola-Endglieds mit Jadeit und Kushiroit, entsprechend den Austauschreaktionen
- [M2]□ + [T]Si4+ = [M2]Na+ + [T]Al3+ (Jadeit)
- [M2]□ + 2[T]Si4+ = [M2]Ca2+ + 2[T]Al3+ (Kushiroit)

Bei Anwesenheit von freiem SiO2 ist der Kushiroit- und Ca-Eskola-Anteil in Clinopyroxen gekoppelt über die Abbaureaktion der Ca-Eskola-Komponente:
- 2 (Ca0,5□0,5)AlSi2O6 = CaAl2SiO6 + 3 SiO2.[16]

Ein zweiter Typ von Tissintit aus dem Zagami-Meteoriten ist reicher an Magnesium und Eisen und hat die Zusammensetzung
- [M2](Ca0,42Mg0,24Na0,20K0,01□0,13)[M1](Al0,52Fe0,38Mg0,08Ti0,01Mn0,01)[T](Si1,93Al0,07)O6

Dies entspricht einem Mischkristall von Tissintit mit Augit und Pigeonit, die in der näheren Umgebung dieses Tissintits auftreten.

## Kristallstruktur
Tissintit kristallisiert mit monokliner Symmetrie der Raumgruppe C2/c (Raumgruppen-Nr. 15) und 4 Formeleinheiten pro Elementarzelle. Die Gitterparameter des natürlichen Tissintit sind a = 9,21(17) Å, b = 9,09(4) Å, c = 5,20(2) Å und β = 109,6(9)°. Das Volumen der Elementarzelle ist mit ~410 Å3 für Klinopyroxene ungewöhnlich klein und liegt noch unterhalb von Diopsid-Jadeit-Mischkristallen vergleichbarer Zusammensetzung.
Die Struktur ist die von Klinopyroxen. Silicium (Si4+) und Aluminium (Al3+) besetzen die tetraedrisch von 4 Sauerstoffionen umgebene T-Position, die oktaedrisch von 6 Sauerstoffen umgebene M1-Position ist mit Aluminium (Al3+) besetzt und die ebenfalls oktaedrisch koordinierte M2-Position ist nur teilweise mit Calcium (Ca2+) und Natrium (Na+) besetzt. Bis zu ~1/3 der Calciumposition M2 kann unbesetzt sein.

## Bildung und Fundorte
Gefunden wurde Tissintit bislang ausschließlich in einigen Marsmeteoriten (Shergottiten) und einem Eukrit. Es bildet sich bei der Impaktmetamorphose in Folge von Meteoriteneinschlägen und kristallisiert in Schmelztaschen von Maskelynit, ein anothitreicher Plagioklas, der bei der Impaktmetamorphose in Glas umgewandelt und teilweise aufgeschmolzen wurde. Experimente zur Umwandlung von Labradorit, einem anorthitreichen Plagioklas, ergaben, dass sich Maskelynit zu Beginn der Impaktmetamorphose bei bis zu ~29 GPa aus Plagioklas bildet. Tissintit bildet sich im Anschluss aus Maskelynit bei nachlassenden Druck bei 6–8 GPa und 1350 – 1000 °C.

### Meteorite

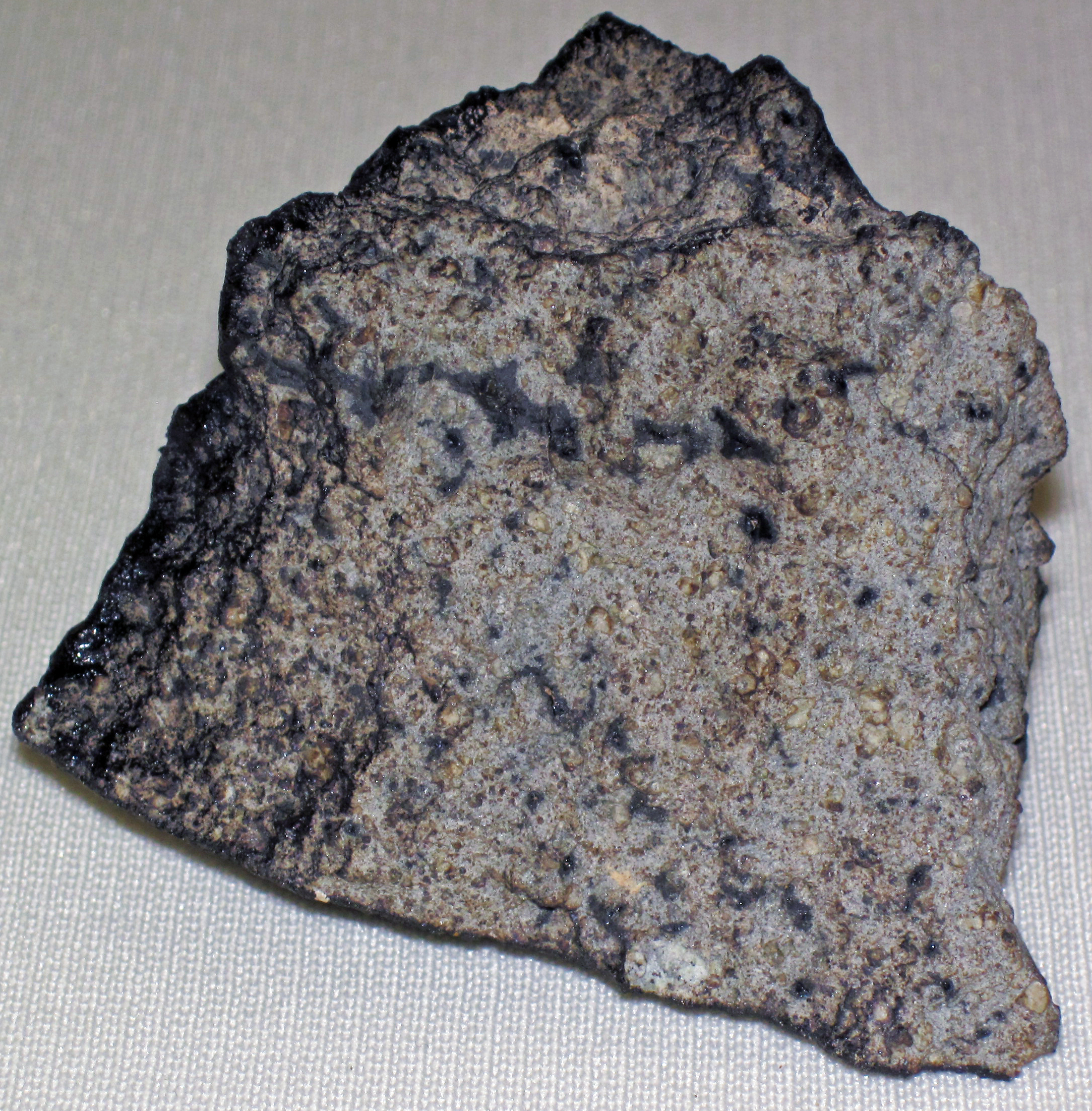
Tissint Meteorit

Die Typlokalität ist der Tissint-Meteorit, ein Shergottit, der am 18. Juni 2011 gegen 2 Uhr morgens südöstlich von Tata in Marokko nieder ging. Tissintit tritt hier in Schmelztaschen mit Plagioklaszusammensetzung auf, die von Pigeonit und Fayalit umgeben sind. Weitere Hochdruckminerale, die nicht im direkten Kontakt mit Tissintit auftreten, sind Ringwoodit, Ahrensit, und Chenmingit.
Im Meteoriten NWA 8159 (Northwest Africa 8159), einem Augit- reichen Basalt vom Mars, tritt Tissinit zusammen mit Maskelynit auf. Weitere Hochdruckminerale sind hier Ahrensit, Stishovit und Majorit- reicher Granat.
Der Meteorit NWA 8003 (Northwest Africa 8003), ein basaltischer Eukrit, dessen Ursprung im Asteroiden (4) Vesta vermutet wird, wurde Tissintit in Maskelynit in der direkten Umgebung von Schmelzgängen beobachtet. Weitere Hochdruckminerale sind hier Coesit, Stishovit und siliciumreicher Granat.
Im Zagami-Meteoriten, ebenfalls ein basaltischer Shergottit, tritt ein Tissintit-Pigeonit-Mischkristall zusammen mit einem hexagonalen Calcium-Alumosilikat auf, das ebenfalls die Zusammensetzung von Plagioklas hat.

### Terrestrische Ultrahochdruckgesteine
Tissintit ist in Gesteinen der Erde bislang nicht nachgewiesen worden. Pyroxene aus Gesteinen des Erdmantels, vornehmlich Kyanit-haltige Eklogite, können einen erheblichen Anteil an Tissintit enthalten und sind ein wichtiger Hinweis auf ihren Ursprung im Erdmantel. In Eklogiten erreicht der Ca-Eskola-Gehalt der Pyroxene unter den Bedingungen des oberen Erdmantels in ~130–180 km Tiefe (4–6 GPa) maximal ~15–20 Mol-%.
An die Erdoberfläche gelangen diese Gesteine nur selten im Zuge von Gebirgsbildungsprozessen oder als Fremdgesteinseinschluss in Kimberliten. Die bislang gefundenen Pyroxene enthalten meist 10–15 Mol-% Ca-Eskola. Häufig werden Verwachsungen von Klinopyroxen mit Quarz oder Plagioklas beobachtet, die als Abbauprodukte Ca-Eskloa-reicher Pyroxene gedeutet werden.
Die Arbeitsgruppe um N. V. Sobolev berichtet 1968 von aluminiumreichen Klinopyroxenen mit einem Kationendefizit aus Granat-Pyroxen-Kyanit-Fremdgesteinseinschlüssen in sibirischen Kimberliten und Joseph R. Smyth vom Los Alamos Scientific Laboratory beschrieb 1977 milchig weiße, sehr aluminiumreiche Klinopyroxene aus Coesit- führenden Eklogiten des Roberts-Victor Kimberlits. Die Trübung führte er auf Entmischungen von Quarz und Ca-Tschermak-Pyroxen (Kushiroit) zurück, die sich beim Abbau von der Leerstellen-Pyroxenkomponente (Ca0,5□0,5AlSi2O6) abscheiden.
Omphazite aus Kyanit-Eklogiten des oberen Erdmantels, die in den südafrikanischen Kimberliten Roberts-Victor und Bellsbank an die Erdoberfläche transportiert wurden, sind 1986 auch von Tamsin C. McCormick untersucht worden. Er fand Ca-Eskola-Gehalte von ~13 Mol-%.
Orientierte Entmischungen von Quarz in Clinopyroxen wurden auch in Ultrahochdruckgesteinen des Kokchetav Massivs in Kasachstan beobachtet, die im Stabilitätsbereich von Diamant bei Drucken oberhalb 6 GPa und Temperaturen über 1000 °C unkristallisierten. Pyroxeneinschlüsse in Zirkon enthalten hier bis zu 18 Mol-% Ca-Eskola-Komponente. Die Entmischung von Quarz interpretieren Katayama und seine Mitarbeiter vom Tokyo Institute of Technology wie Smyth 20 Jahre zuvor als Abbaureaktion von Ca-Eskola zu Kushiroit und Quarz.
Im Dora-Maira-Massiv in den Westalpen fanden Geowissenschaftler der Universität Turin im Jahr 2002 Jadeit-Pseudomorphosen nach Plagioklas mit 10–17 Mol-% Ca-Eskola-Komponente. Im gleichen Jahr beschrieben Lifei Zhang und Mitarbeiter von der Universität Peking Quarz-Entmischungen in Klinopyroxenen aus Eklogiten des westlichen Tian Shan, China. Auch hier liegen die Ca-Eskola-Gehalte bei 11–17 Mol-%.